# Daniele Zoratto
Daniele Zoratto (Esch-sur-Alzette, 15 de novembro de 1961) é um ex-futebolista e treinador de futebol italiano nascido em Luxemburgo, que jogava como meio-campista. Atualmente, é o técnico da seleção Sub-17 da Itália.

## Carreira
Como jogador, Zoratto iniciou a carreira em 1978, no Piobbico. Ele também defendeu Casale (1979–80), Bellaria Igea (1980–81), Cesena (1981–82) e Rimini (1982–83).
Foi atuando pelo Brescia que o meio-campista começou a se destacar no futebol italiano, tendo feito parte do elenco que venceu a Série C1 em 1984–85. Em 6 temporadas pela Leonessa, Zoratto disputou 167 jogos e fez 6 gols. Também teve destacada passagem pelo Parma entre 1989 e 1994, ajudando na promoção à primeira divisão nacional em 1989–90 e também nos títulos da Copa da Itália de 1991–92, da Recopa Europeia de 1992–93 e da Supercopa da UEFA de 1993. Após 144 partidas, Zoratto deixou o Parma em 1994 e assinou com o Padova, pelo qual disputou 17 jogos antes de pendurar as chuteiras em 1995.

## Seleção Italiana
Pela Seleção Italiana de Futebol, Zoratto disputou uma única partida, contra a Suíça, pelas eliminatórias europeias da Copa de 1994, mas não foi convocado para a competição.

## Carreira de treinador
A estreia de Zoratto como treinador foi em 1995, no Voluntas Calcio, clube amador da região de Bréscia. Teve passagens ainda como técnico das categorias de base do Brescia e auxiliar do Parma até 2006, quando teve sua primeira experiência como treinador de um clube profissional, ao assumir o comando técnico do Modena, tendo Luigi Apolloni (com quem atuara no Parma) como seu auxiliar. Foi demitido em fevereiro de 2007 devido aos maus resultados, voltando em 2008. Seu último trabalho em clubes foi como auxiliar no Torino, entre 2009 e 2010, quando passou a trabalhar nas categorias de base da Seleção Italiana, onde permanece desde então.

## Títulos
Brescia
- Serie C1: 1 (1984–85)

Parma
- Copa da Itália: 1 (1991–92)
- Recopa Europeia: 1 (1992–93)
- Supercopa da UEFA: 1 (1993)